# Малий Камаган
Малий Камага́н (рос. Малый Камаган) — присілок у складі Білозерського району Курганської області, Росія. Входить до складу П'янковської сільської ради.
Населення — 85 осіб (2010, 170 у 2002).